# Élections sénatoriales de 1958 dans la Somme
Les élections sénatoriales dans la Somme ont eu lieu le dimanche 8 juin 1958. Elles ont eu pour but d'élire les sénateurs représentant le département au Conseil de la République pour un mandat de six années.

## Contexte départemental
Lors des élections sénatoriales du 18 mai 1952 dans la Somme, trois sénateurs ont été élus, deux Radicaux et un RPF.
Depuis, tous les effectifs du collège électoral des grands électeurs ont été renouvelés, avec les élections municipales de 1953, les élections législatives de 1956 et les élections cantonales de 1955 et 1958.

## Sénateurs sortants
|  | Identité           | Étiquette | Groupe | Autres mandats                         |
|  | ------------------ | --------- | ------ | -------------------------------------- |
|  | Omer Capelle       | CNIP      | CRARS  | Conseiller municipal de Villers-Faucon |
|  | Marcelle Delabie   | Rad.      | GD     | Conseillère générale de Gamaches       |
|  | Jean Gilbert-Jules | Rad.      | GD     | Conseiller général de Chaulnes         |

## Présentation des candidats[1]

### Parti communiste français
| N° | Candidats | Candidats        | Parti | Principales fonctions                  |
| -- | --------- | ---------------- | ----- | -------------------------------------- |
| 01 |           | Auguste Dujardin | PCF   | Conseiller général d'Amiens-Nord-Ouest |
| 02 |           | Léon Dupontreué  | PCF   | Conseiller général d'Amiens-Nord-Est   |
| 03 |           | René Jacob       | PCF   | Maire d'Erondelle                      |

### Section française de l'Internationale ouvrière
| N° | Candidats | Candidats         | Parti | Principales fonctions                                       |
| -- | --------- | ----------------- | ----- | ----------------------------------------------------------- |
| 01 |           | Camille Goret     | SFIO  | Maire d'Amiens, conseiller général d'Amiens-Sud-Est         |
| 02 |           | André Coël        | SFIO  | Maire et conseiller général de Roye                         |
| 03 |           | Édouard Delozière | SFIO  | Maire de Tours-en-Vimeu, conseiller général de Moyenneville |

### Rassemblement des gauches républicaines
| N° | Candidats | Candidats          | Parti | Principales fonctions                                    |
| -- | --------- | ------------------ | ----- | -------------------------------------------------------- |
| 01 |           | Omer Capelle       | CNIP  | Sénateur sortant, conseiller municipal de Villers-Faucon |
| 02 |           | Marcelle Delabie   | Rad.  | Sénatrice sortante, conseillère générale de Gamaches     |
| 03 |           | Jean Gilbert-Jules | Rad.  | Sénateur sortant, conseiller général de Chaulnes         |

### Mouvement républicain populaire
| N° | Candidats | Candidats     | Parti | Principales fonctions         |
| -- | --------- | ------------- | ----- | ----------------------------- |
| 03 |           | Maurice Huré  | MRP   |                               |
| 02 |           | Charles Damay | MRP   | Conseiller général de Moreuil |
| 03 |           | Mary Vignon   | MRP   |                               |

### Candidats isolés
| Candidats | Candidats       | Parti | Principales fonctions |
| --------- | --------------- | ----- | --------------------- |
|           | Hubert Dubois   | RI    |                       |
|           |                 |       |                       |
|           | Gabriel Vacquez | DVD   |                       |

## Résultats
|                | Omer Capelle       | CNIP           | 915   | 62,80  |  |  |
|                | Jean Gilbert-Jules | Rad.           | 898   | 61,63  |  |  |
|                | Marcelle Delabie   | Rad.           | 892   | 61,22  |  |  |
|                | Camille Goret      | SFIO           | 320   | 21,96  |  |  |
|                | André Coël         | SFIO           | 292   | 20,04  |  |  |
|                | Édouard Delozière  | SFIO           | 271   | 18,60  |  |  |
|                | Augustin Dujardin  | PCF            | 146   | 10,02  |  |  |
|                | Léon Dupontreué    | PCF            | 142   | 9,75   |  |  |
|                | René Jacob         | PCF            | 141   | 9,68   |  |  |
|                | Charles Damay      | MRP            | 90    | 6,18   |  |  |
|                | Maurice Huré       | MRP            | 89    | 6,11   |  |  |
|                | Mary Vignon        | MRP            | 69    | 4,74   |  |  |
|                | Hubert Dubois      | RI             | 37    | 2,54   |  |  |
|                | Gabriel Vacquez    | DVD            | 3     | 0,21   |  |  |
|                |                    |                |       |        |  |  |
| Inscrits       | Inscrits           | Inscrits       | 1 465 | 100,00 |  |  |
| Abstention     | Abstention         | Abstention     | 0     | 0,00   |  |  |
| Votants        | Votants            | Votants        | 1 465 | 100,00 |  |  |
| Blancs et nuls | Blancs et nuls     | Blancs et nuls | 8     | 0,55   |  |  |
| Exprimés       | Exprimés           | Exprimés       | 1 457 | 99,45  |  |  |

## Sénateurs élus
|  | Identité           | Étiquette | Groupe | Autres mandats                         |
|  | ------------------ | --------- | ------ | -------------------------------------- |
|  | Omer Capelle       | CNIP      | CRARS  | Conseiller municipal de Villers-Faucon |
|  | Jean Gilbert-Jules | Rad.      | GD     | Conseiller général de Chaulnes         |
|  | Marcelle Delabie   | Rad.      | GD     | Conseillère générale de Gamaches       |